# ミリアム・ホプキンス
ミリアム・ホプキンス（Miriam Hopkins、1902年10月18日 - 1972年10月9日）は、アメリカ合衆国の女優。

## 略歴
シラキュース大学卒。20歳のときにニューヨークでコーラスガールになる。その後女優としてブロードウェイで活躍。
1930年にパラマウント映画と契約。同年の映画『Fast and Loose』の主役でデビュー。
1931年の映画『ジキル博士とハイド氏』が大ヒットし、出番は多くなかったものの注目を集める。その後1940年代に入るまで様々な映画に主演する。1935年の映画『虚栄の市』で第8回アカデミー賞の主演女優賞にノミネート。
1943年にベティ・デイヴィスとの2度目の共演作となる『旧友』に出演した後、しばらくスクリーンを離れ、舞台に活動の中心を移す。
1949年の映画『女相続人』でスクリーン復帰。同作で第7回ゴールデングローブ賞の助演女優賞にノミネート。1940年代後半から1960年代後半までテレビドラマにも出演する。
1972年に心筋梗塞で死去。

### 私生活
1926年に俳優ブランドン・ピータースと結婚するが1931年に離婚。1931年にパイロットのオースティン・パーカーと結婚し1932年に離婚。1937年に映画監督アナトール・リトヴァクと結婚し1939年に離婚。1945年に従軍記者レイモンド・B・ブロックと結婚し、1951年に離婚している。
夫アナトール・リトヴァク監督と不倫関係にあった女優ベティ・デイヴィスとの犬猿の仲がスキャンダラスに報じられたことで知られる。デイヴィスとは『The Old Maid』（1939年）と『旧友』（1943年）の2作品で共演している。因みに『旧友』ではデイヴィスがホプキンスの頬を叩くシーンがある。

### トリビア
- 映画『風と共に去りぬ』（1939年）の主人公スカーレット・オハラ役の有力候補の1人だった。特に候補者の中では唯一の主人公と同じジョージア州出身者であることから有力視されていたが、結局イギリス人女優のヴィヴィアン・リーが主演の座を獲得した。
- かつて主演した映画『この三人』（1936年）のリメイクである『噂の二人』（1961年）では、以前に演じた役（リメイクではシャーリー・マクレーンが演じている）の叔母を演じた。

## 主な出演作品
| 公開年 | 邦題 原題                                    | 役名                     | 備考                                               |
| ------ | -------------------------------------------- | ------------------------ | -------------------------------------------------- |
| 1931   | 陽気な中尉さん The Smiling Lieutenant        | プリンセス・アン         |                                                    |
| 1931   | 二十四時間 24 Hours                          | ロージー                 |                                                    |
| 1931   | ジキル博士とハイド氏 Dr. Jekyll and Mr. Hyde | アイヴィー・ペアソン     |                                                    |
| 1932   | 明暗二人女 Two Kinds of Women                | エマ                     |                                                    |
| 1932   | 闇に踊る Dancers in the Dark                 | グロリア・ビショップ     |                                                    |
| 1932   | 世界とその男 World and the Flesh             | マリア                   |                                                    |
| 1932   | 極楽特急 Trouble in Paradise                 | リリー                   |                                                    |
| 1933   | 暴風の処女 The Story of Temple Drake         | テンプル・ドレイク       | ウィリアム・フォークナー『サンクチュアリ』の映画化 |
| 1933   | 南風 The Stranger's Return                   | ルイーズ・スター         |                                                    |
| 1933   | 生活の設計 Design for Living                 | ジルダ・ファレル         |                                                    |
| 1934   | わたしの凡てを All of Me                     | リディア・ダロウ         |                                                    |
| 1934   | 彼女は僕を愛さない She Loves Me Not          | カーリー・フラッグ       |                                                    |
| 1934   | 世界一の金持娘 The Richest Girl in the World | ドロシー・ハンター       |                                                    |
| 1935   | 虚栄の市 Becky Sharp                         | ベッキー・シャープ       |                                                    |
| 1935   | バーバリー・コースト Barbary Coast           | メアリー                 |                                                    |
| 1935   | 生活への道 Splendor                          | フィリス                 |                                                    |
| 1936   | この三人 These Three                         | マーサ・ドビー           |                                                    |
| 1936   | 男は神に非ず Men Are Not Gods                | アン・ウィリアムズ       |                                                    |
| 1937   | 木に攀る女 Woman Chases Man                  | ヴァージニア・トラヴィス |                                                    |
| 1937   | 底抜けトップガール作戦 Wise Girl             | スージー・フレッチャー   |                                                    |
| 1940   | ヴァージニアの血闘 Virginia City             | ジュリア                 |                                                    |
| 1943   | 旧友 Old Acquaintance                        | ミリー・ドレイク         |                                                    |
| 1949   | 女相続人 The Heiress                         | ラヴィニア               |                                                    |
| 1952   | 黄昏 Carrie                                  | ジュリー・ハーストウッド |                                                    |
| 1961   | 噂の二人 The Children's Hour                 | リリー・モーター         |                                                    |
| 1966   | 逃亡地帯 The Chase                           | リーヴス夫人             |                                                    |
| 1970   | ハリウッド殺人事件 Savage Intruder           | キャサリン・パーカー     |                                                    |

## 受賞歴

### アカデミー賞
ノミネート
1936年 アカデミー主演女優賞:『虚栄の市』

### ゴールデングローブ賞
ノミネート
1950年 助演女優賞:『女相続人』